# Ensam i Berlin

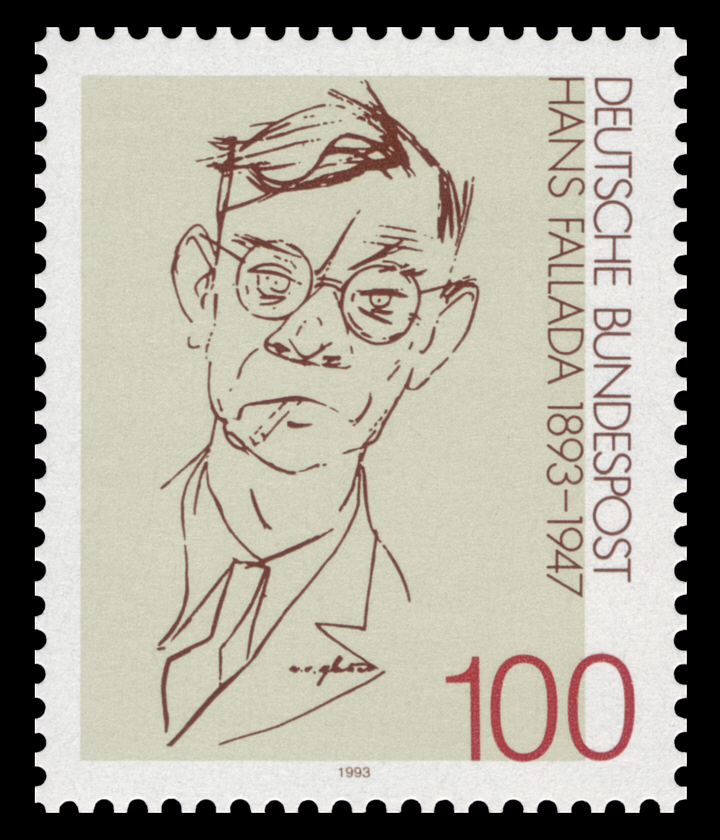
Hans Fallada på tyskt frimärke från 1993.

Ensam i Berlin (originaltitel: Jeder stirbt für sich allein, "Var och en dör ensam med sig själv"), även utgiven som En mot alla, är en roman från 1947 (utgiven oavkortad 2011) av den tyske författaren Hans Fallada (pseudonym för Rudolf Ditzen). Romanens handling bygger på verkliga händelser kring det tyska äkta paret Otto och Elise Hampel, som gjorde motstånd mot det nazistiska styret, i Berlin under andra världskriget.

## Allmänt
Romanen kom, i något förkortad upplaga, ut första gången på tyska 1947 på Aufbau Verlag i Berlin, och i svensk översättning 1948 på Bonniers förlag under titeln En mot alla. Det fullständiga manuskriptet trycktes först 2011 på tyska, och gavs ut i svensk översättning 2012 av Lind & Co under titeln Ensam i Berlin.
Romanen bygger på ett verkligt händelseförlopp i Berlin under andra världskriget, då makarna Otto och Elise Hampel under två års tid 1940–1942 lade ut handskrivna brevkort i trappuppgångar med avståndstagande från den nazistiska regimen och uppmaningar till motstånd mot denna. Makarna avrättades i april 1943 i Plötzenseefängelset i Berlin. Hans Fallada hade tillgång till den tyska säkerhetspolisen Gestapos handlingar i ärendet genom sin vän, författaren och den blivande östtyske kulturministern Johannes R. Becher, vilken uppmanat honom att skriva en bok om fallet. Becher, som hade varit i exil i Sovjetunionen under nazitiden, hade i uppgift att bygga upp en ny antifascistisk kultur efter kriget. I detta syfte hade han gått igenom akter om avrättade motståndsmän och -kvinnor och sökte intressera författare att skriva uppbyggliga berättelser.
Manuskriptet på 866 maskinskrivna sidor skrevs under en intensiv period på fyra veckor hösten 1946 och blev färdigt en kort tid innan Hans Fallada dog i februari 1947. En slutlig bearbetning skedde då av förlagsredaktören Paul Wiegler, varvid texten genomgick viss nedskärning av politisk korrekthetskaraktär. Framför allt putsades bilden när det gällde tidigare medlemskap i nazistiska organisationer såsom partiets kvinnoförbund och arbetsfronten för vissa av romanens "goda" personer. Detta skedde i en tidsperiod och på en plats med avnazifiering under överinseende av den sovjetiska ockupationsmakten.
Romanen var den första utgivna boken av en författare som levde i Tyskland under andra världskriget om motstånd mot den nazistiska regimen. Boken blev långt efteråt översatt till engelska och blev då, under åren 2002–2009, en bästsäljare i Storbritannien, Israel och USA. Detta stimulerade till utgivandet av en andra, nu fullständig upplaga i Tyskland. I denna fullständiga upplaga från 2011 utnyttjades ett bevarat originalmanuskript.

## Bokens handling
Huvudtemat i boken är arbetarklassparet Otto och Anna Quangels motstånd mot regimen genom att lägga ut handtextade brevkort med korta regimkritiska texter i trappuppgångar i Berlin, samt Gestapos efterforskningar efter dem. Deras motstånd utlöses av att de får ett dödsbud om att den ende sonen stupat i kriget, och då uppfattat att en skändlig regim är skyldig till situationen. De tar på sig som en fortsatt livsuppgift att på egen hand driva en stillsam privat proteströrelse. Som motstånd är utläggandet av brevkort utan effekt, men det gör att paret Quangels kan gå raka i ryggen i en omgivning av medlöpare och underkuvade människor. Under två års tid fortgår brevkortsskrivandet, innan den hemliga polisen slutligen kommer paret på spåret. Makarna Quangels döms av en så kallad folkdomstol och avrättas. Denna romanens huvudhandling följer relativt nära händelseförloppet för det verkliga paret Hampels protest.
Huvudpersonerna bor i ett hyreshus på Jablonskistraße med ett genomsnitt av berlinare. Många av dessas livsöden skildras. En gammal judisk kvinna drivs till självmord av statens och grannarnas förföljelse. En fanatisk nazistisk karriärinriktad yngling terroriserar sin egen familj och huset, en rättrådig pensionerad domare försöker i tysthet göra en insats, en inställsam tjallare misslyckas med det mesta i livet.

## Mottagande och eftermäle
Primo Levi har uttryckt att Ensam i Berlin är det bästa som någonsin skrivits om det tyska motståndet mot nazismen.

## Scenbearbetningar
Ett antal bearbetningar för film och teater har gjorts utifrån Falladas roman.

### Film
- 1962 gjordes i Västtyskland teveserien Jeder stirbt für sich allein, regisserad av Falk Harnack, på SFB.
- 1970 gjordes i Östtyskland en miniserie regisserad av Hans-Joachim Kasprzik.
- 1975 kom den västtyska spelfilmen Jeder stirbt für sich allein, regisserad av Alfred Vohrer.
- 2004 gjordes en serie i tre delar i Tjeckien.
- 2016 kom Alone in Berlin, regisserad av Vincent Pérez och med bland andra skådespelarna Emma Thompson, Brendan Gleeson och Daniel Brühl.[5]

### Teater
Några exempel:
- Maxim Gorki Theater, Berlin 2011, i en bearbetning av Jorinde Dröse och Carmen Wolfram.[6]
- Thalia Theater, Hamburg 2012, av Luk Perceval och Christina Bellingen.[7]
- Altes Schauspielhaus, Stuttgart 2014, av Volkmar Kamm.[8]